# Íasmos (ville)
Íasmos, en grec moderne : Ίασμος, auparavant appelée Giasíkioï (Γιασίκιοϊ), est une ville du district régional de Rhodope, en Macédoine-Orientale-et-Thrace, Grèce. Elle est le siège du dème d'Íasmos. Située sur la route Egnatía qui relie Komotiní à Xánthi, elle est à une distance de  20 km de Komotiní et à 28 km de Xánthi, au pied des Rhodopes, à une altitude de 30 à 50 m.
Selon le recensement de 2021, la population de la ville compte 2 319 habitants.

## Personnalité
- Ozgkiour Ferchat, personnalité politique.